# 자유시장 (부산)
자유시장(自由市場)은 대한민국 부산광역시 동구 범일동에 위치한 시장이다. 평화시장 (부산)과 마주보는 위치에 있으며, 신발, 의류, 화훼류 및 관련 물품 전문 시장이다.

## 같이 보기
- 평화시장 (부산)